# Mauricio Claudio Rosal
Mauricio Claudio Rosal (* 23. Dezember 1912; † 1975) war ein guatemaltekischer Diplomat.

## Leben
Mauricio Claudio Rosal war mit Marta Carías del Rosal, der Tochter von Tiburcio Carías Andino verheiratet. Im Jahr 1934 wurde er Gesandtschaftssekretär in Guatemala-Stadt. Wenige Jahre später vertrat er bis zum 28. April 1938 seinen Schwiegervater zunächst als Konsul in Berlin und vom 6. bis zum 15. Juli 1938 als außerordentlicher Gesandter und Ministre plénipotentiaire auf der Konferenz von Évian. Anschließend wurde er selbst als Konsul in Paris und Vichy berufen. Albert Caraco behauptete, seine Familie hätte Visa bei Rosal erworben. Im Jahr 1944 war Rosal Mitunterzeichner des Manifiestos del Comité Liberal Demócrata de Honduras en México gegen Tiburcio Carías Andino. Ab 1959 wurde er als Botschafter Guatemalas in Brüssel, Den Haag und Luxemburg eingesetzt.
Am 3. Oktober 1960 gehörten am John F. Kennedy International Airport von seinen 90-Kilogramm Gepäck 30-Kilogramm, welche nach Auffassung eines Gerichtes nicht Diplomatengepäck waren, sondern im Einheitsabkommen über die Betäubungsmittel beschrieben wurden. Er wurde daraufhin in einem Verfahren mit Etienne Tarditi (* 18. Oktober 1904 auf Korsika; † 4. März 1986) angeklagt.